# Reino Unido en los Juegos Olímpicos de Estocolmo 1912
El Reino Unido estuvo representado en los Juegos Olímpicos de Estocolmo 1912 por un total de 274 deportistas que compitieron en 16 deportes.  
El portador de la bandera en la ceremonia de apertura fue el jugador de waterpolo Charles Smith.

## Medallistas
El equipo olímpico británico obtuvo las siguientes medallas:
| Nombre | Deporte            | Competición                      |
| --- | ------------------ | -------------------------------- |
| Oro |                    |                                  |
| Arnold Jackson | Atletismo          | 1500 m M                         |
| Willie Applegarth Victor d'Arcy David Jacobs Henry Macintosh                                                                                 | Atletismo          | 4 × 100 m M                      |
| Equipo | Fútbol             | Torneo M                         |
| Jennie Fletcher Belle Moore Annie Speirs Irene Steer                                                                                         | Natación           | 4 × 100 m libre F                |
| William Kinnear | Remo               | Scull ind. (M1x) M               |
| Edgar Burgess Philip Fleming Stanley Garton James Angus Gillan Ewart Horsfall Alister Kirby Sidney Swann Henry Wells Leslie Wormald          | Remo               | Ocho con timonel (M8+) M         |
| Edith Hannam | Tenis              | Individual F (sala)              |
| Edith Hannam Charles Dixon | Tenis              | Doble mixto (sala)               |
| Edward Lessimore Robert Murray Joseph Pepé William Pimm                                                                                      | Tiro               | Rifle 50 m por eqs. M            |
| Equipo | Waterpolo          | Torneo M                         |
| Plata |                    |                                  |
| Ernest Webb | Atletismo          | 10 km marcha M                   |
| Freddie Grubb | Ciclismo en ruta   | Contrarreloj ind. M              |
| Freddie Grubb William Hammond Leonard Meredith Charles Moss                                                                                  | Ciclismo en ruta   | Contrarreloj por eqs. M          |
| Edgar Amphlett John Blake Percival Davson Arthur Everitt Martin Holt Sydney Martineau Robert Montgomerie Edgar Seligman                      | Esgrima            | Espada por eqs. M                |
| Jack Hatfield | Natación           | 400 m libre M                    |
| Jack Hatfield | Natación           | 1500 m libre M                   |
| Julius Beresford Geoffrey Carr Bruce Logan Charles Rought Karl Vernon                                                                        | Remo               | Cuatro con timonel (M4+) M       |
| Robert Bourne Beaufort Burdekin William Fison Thomas Gillespie Charles Littlejohn William Parker Frederick Pitman John Walker Arthur Wiggins | Remo               | Ocho con timonel (M8+) M         |
| Charles Dixon | Tenis              | Individual M (sala)              |
| Helen Aitchison Herbert Barrett | Tenis              | Dobles mixto (sala)              |
| Alexander Munro John Sewell John James Shepherd Joseph Dowler Edwin Mills Frederick Humphreys Mathias Hynes Walter Chaffe                    | Tira y afloja      | Equipo M                         |
| William Milne | Tiro               | Rifle en posición tendida 50 m M |
| Henry Burr Arthur Fulton Harcourt Ommundsen Edward Parnell James Reid Edward Skilton                                                         | Tiro               | Rifle militar por eqs. M         |
| William Milne Joseph Pepé William Pimm William Styles                                                                                        | Tiro               | Rifle 25 m por eqs. M            |
| John Butt William Grosvenor Harold Humby Alexander Maunder Charles Palmer George Whitaker                                                    | Tiro               | Tiro al pichón por eqs. M        |
| Bronce |                    |                                  |
| Willie Applegarth | Atletismo          | 200 m M                          |
| George Hutson | Atletismo          | 5000 m M                         |
| Ernest Henley George Nicol Cyril Seedhouse James Soutter                                                                                     | Atletismo          | 4 × 400 m M                      |
| Joe Cottrill George Hutson William Moore Edward Owen Cyril Porter                                                                            | Atletismo          | 3000 m por eqs. M                |
| Ernest Glover Frederick Hibbins Thomas Humphreys                                                                                             | Atletismo          | Campo a través por eqs. M        |
| Equipo | Gimnasia artística | Concurso completo por eqs. M     |
| Percy Courtman | Natación           | 400 m braza M                    |
| Thomas Battersby William Foster Jack Hatfield Henry Taylor                                                                                   | Natación           | 4 × 200 libre m M                |
| Jennie Fletcher | Natación           | 100 m libre F                    |
| Isabelle White | Saltos             | Plataforma 10 m F                |
| Alfred Beamish Charles Dixon | Tenis              | Dobles M (sala)                  |
| Mabel Parton | Tenis              | Individual F (sala)              |
| Harold Burt | Tiro               | Rifle en posición tendida 50 m M |
| Charles Stewart | Tiro               | Pistola 50 m M                   |
| Hugh Durant Albert Kempster Horatio Poulter Charles Stewart                                                                                  | Tiro               | Pistola 50 m por eqs. M          |
| Hugh Durant Albert Kempster Horatio Poulter Charles Stewart                                                                                  | Tiro               | Pistola militar 30 m por eqs. M  |